# Phrynobatrachus breviceps
Phrynobatrachus breviceps es una especie de anfibio anuro de la familia Phrynobatrachidae.

## Distribución geográfica
Esta especie es endémica del sur de Tanzania. Se encuentra en las montañas de Udzungwa. Habita a unos 1600 m sobre el nivel del mar.

## Publicación original
- Pickersgill, 2007 : Frog Search. Results of Expeditions to Southern and Eastern Africa from 1993-1999. Frankfurt Contributions to Natural History, vol. 28, p. 1-574, Édition Chimaira.[6]